# Gehenna
Gehenna — норвежская блэк-метал-группа, основанная в 1993 году в Ставангере.

## История
Gehenna образовалась в городе Ставангер в январе 1993 года. Группа состояла из вокалиста/гитариста Санрабба, гитариста/басиста Долгара (настоящее имя Стеффен Сименстад) и барабанщика Сира Вереда. В первый год своего существования коллектив записал две демозаписи, Black Seared Heart и Ancestor of the Darkly Sky. К следующему году Санрабб и Долгар набрали басиста Свартальва, клавишника Саркану и барабанщика Дирге Репа, отыграли свои первые местные концерты и записали дебютный мини-альбом под названием First Spell на лейбле Head Not Found Records. First Spell до сих пор считается их лучшим релизом. Он продемонстрировал уникальный стиль блэк-метала, одновременно мрачный и мелодичный, и принёс группе новый контракт на запись с Cacophonous Records, который выпустил их последующие альбомы Seen Through the Veils of Darkness (1995) и Malice (1996), получившие серьёзное признание в мире андеграундного метала. В 1997 году Gehenna почти прекратила своё существование, когда внутренние противоречия привели к уходу Свартальва в трэш-метал-группу Nocturnal Breed, переходу Дирге Репа в Enslaved и уходу Сарканы со сцены. Санрабб и Долгар вновь появились на сцене в следующем году с новым альбомом Adimiron Black, выпущенном на Moonfog Productions, и новыми участниками И. Н. Дэт (бас), Блод (барабаны) и Дамиен (клавишные). К выходу альбома Murder в 2000 году Gehenna переосмыслила себя как дэт-метал-группа, оставив многих слушателей в недоумении. В 2005 году на альбоме WW они снова вернулись к своим корням. В 2013 году вышел альбом Unravel.

## Состав
- Санрабб — гитара, вокал
- Слактерен — ударные
- Скинндёд — гитара
- Byting — бас-гитара

### Бывшие участники
- Блод — ударные (1998—2001)
- Дамиен — клавишные (1998—1999)
- И. Н. Дэт — бас-гитара (1996—2000)
- Фрост — сессионные ударные
- Кине — клавишные (2000—2005)
- Некро — гитара
- Ноктифер — бас-гитара (1996)
- С. Винтер — ударные (1993)
- Саркана — клавишные (1994—1997)
- Сир Вереда — ударные (1993)
- Сварталв — бас-гитара (1993—1996)
- Дирге Реп — ударные (1993—1997, 2007)
- Долгар — вокал, бас, гитара (1993—2013)
- Амок — гитара (2005—2009)
- Наг — бас-гитара (2000)

## Дискография

### Демо
- Black Seared Heart (1993)[2] — переиздан в 1996

### EP
- Ancestor of the Darkly Sky (1993)
- First Spell (1994)[3][4]
- Deadlights (1998)

### Студийные альбомы
- Seen Through the Veils of Darkness (The Second Spell) (1995)
- Malice (Our Third Spell) (1996)[5][6][7]
- Adimiron Black (1998)[8]
- Murder (2000)[9][10]
- WW (2005)[11][12][13]
- Unravel (2013)[14][15][16][17]

### Участие в сборниках
- «Transilvanian Hunger» (1998) — сингл с трибьюта Darkthrone
- «Crucified One» (2000) — сингл со сборника Moonfog 2000 — A Different Perspective
- «Cursed in Eternity» (2001) — сингл с трибьюта Mayhem